# Habnith
Habnith ist ein Gemeindeteil der Stadt Marktleuthen im Landkreis Wunsiedel im Fichtelgebirge (Oberfranken, Bayern).
Das Rundangerdorf mit einem Teich im Zentrum liegt in einer Senke südlich der Stadt Marktleuthen und hat ca. 160 Einwohner. Es wurde bereits 1368 urkundlich erwähnt, die erste Besiedlung muss jedoch schon lange vorher erfolgt sein, denn die Egerer Forstordnung sprach bereits 1379 davon, dass die Notthafft das Dorf „Habnicht“ gegründet haben um ein Gut „das vor alters dagewest“.
Durch das Dorf führte die alte Poststraße von Wunsiedel nach Hof, auch „Regensburger Straße“ genannt. Die Überreste kann man noch in Form eines alten Hohlweges neben der Straße in Richtung Holzmühl sehen.
Jedes Jahr im Monat Juni spielt das Kleine Theater Berlin-Mitte in Habnith sein traditionelles Theater im Stall.